# ازکیل مونتانیا
ازکیل مونتانیا (انگلیسی: Ezequiel Montagna؛ زادهٔ ۸ ژوئن ۱۹۹۴) بازیکن فوتبال اهل آرژانتین است.
از باشگاه‌هایی که در آن بازی کرده‌است می‌توان به باشگاه ورزشی سن لورنسو آلماگرو اشاره کرد.